# Équeurdreville-Hainneville

Équeurdreville-Hainneville este o comună în departamentul Manche, Franța. În 1 ianuarie 2018 avea o populație de 16.392 de locuitori.